# Beta Volantis
Beta Volantis (β Volantis, β Vol, Beta Vol) je nejjasnější hvězda v souhvězdí Létající ryby. Je to obr spektrální třídy K2. Hvězda má magnitudu 3,77m, je tedy dostatečně jasná, aby byla vidět pouhým okem. 
Je to červený obr, což znamená, že je na horizontální větvi H-R diagramu a generuje energii fúzí hélia ve svém jádru. Hmotnost hvězdy byla odhadnuta na 1,6 hmotnosti Slunce. Ze své zvětšené fotosféry vyzařuje přibližně 41násobek svítivosti Slunce při efektivní teplotě 4 546 K. Na základě ročního posunu paralaxy (o 30,33 mas při pohledu ze Země) lze její vzdálenost odhadnout na 107,5 světelných let od Slunce. Hvězda se vzdaluje od Slunce radiální rychlostí +27 km/s.
Beta Volantis není viditelná z Česka.